# Catalina Martín López de Bustamante
Catalina Martín López de Bustamante (s.d) fue una guerrillera en la Guerra de la Independencia, nombrada alférez de caballería por su valor temerario.

## Contexto histórico
Durante la Guerra de la Independencia Española se libraron luchas encarnizadas, hasta que en 1814 los franceses fueron expulsados del territorio español gracias a la unión de fuerzas militares castellanas, portuguesas e inglesas; y a la acción de numerosos guerrilleros y guerrilleras que recorrieron el territorio castellano y extremeño para sabotear los planes franceses.

## Trayectoria como guerrillera
Catalina luchó al lado de su tío Toribio Bustamente, administrador de Correos en Medina de Rioseco. Se distinguió en la emboscada que los guerrilleros de la partida Pablo Morillo hicieron a los franceses en la localidad extremeña de Valverde de Leganés (Badajoz) la madrugada del 18 de febrero de 1810, sorprendiendo a la brigada del general Charles-Victor Beauregard. Catalina luchó contra las tropas enemigas. Se abalanzaron sobre unos 300 soldados franceses que guarnecían dicho pueblo. El ataque causó más de cien muertos al enemigo. Su heroísmo fue recogido por la prensa y tuvo repercusión a nivel nacional. El 23 de marzo de 1810, por nombre de Fernando VII, recibió en Badajoz el título de Alférez de Caballería del Ejército, con fuero, distintivo y sueldo de su rango.
En el verano de 1810, en un ataque sorpresa cerca de Monfragüe, lograron impedir el paso del Tajo a setecientos franceses y les causaron muchas bajas. El Diario de Mallorca informaba de que «perseguida por dos enemigos, recibió una cuchillada en una mano y una estocada en el morrión». Y menciona a una émula que se alistó para combatir a su lado, Francisca de la Puerta.
Tras su episodio valverdeño, su carrera militar fue en ascenso. Terminada la guerra, en 1815, desde Zafra escribió una carta firmando como Subteniente de Caballería (conservada en el Archivo Provincial de Badajoz) al intendente general del Ejército en Extremadura para informarle de los considerables atrasos adeudados y que «se halla en el día bastante apurada de medios pa(ra) poder alimerntarse resp(ec)to a que a su corto sueldo solo a tomado (…) media paga en eneroy febrero deviendole la R(ea)l Hacienda porfiar en 1814 la cantidad de 11236 reales y 33 maravedis de vellón». Su súplica fue escuchada; y días más tarde, el tesorero del ejército de esta provincia le adelantó 3000 reales del sueldo que le correspondía. Tras esta noticia, no se sabe nada más de Catalina Martín.
A pesar de su actitud heroica nacionalmente considerada, es una desconocida para muchos habitantes de Valverde de Leganés, localidad testigo de su valentía.
No se disponen de datos suficientes para componer su biografía. Agustín Fernández Caballero en Tras las huellas de un pueblo la definió como «valverdeña de pro», justificando así su acción heroica contra los franceses. No obstante, se desconoce con certeza su lugar de nacimiento, y no se descarta que viniera de lejos formando parte del variado grupo de soldados-guerrilleros comandados por Antonio Morillo.

## Premios y reconocimientos
- 1810 por nombre de Fernando VII – recibió en Badajoz el título de Alférez de Caballería del Ejército, con fuero, distintivo y sueldo de su rango.[1]